# SimpelZodiak Nederland
SimpelZodiak Nederland is een Nederlandse televisieproducent die onderdeel is van Banijay Benelux. SimpelZodiak houdt zich bezig met de ontwikkeling en productie van programmaformules.
Het bedrijf werd opgericht in 1992 als Palm Plus. In 2008 werd het overgenomen door Zodiak Media, een mediabedrijf dat actief was in twintig landen en eigenaar was van ruim 45 mediabedrijven over de hele wereld. Hierdoor werd de ondertitel Part of Zodiak Media Group, en later A Zodiak Media Company, toegevoegd aan de merknaam. Na ruim twintig jaar als Palm Plus actief te zijn geweest werd eind 2012 besloten de naam definitief te laten aansluiten bij de moedermaatschappij.
Op 17 januari 2013 werd de naam Zodiak Nederland ingevoerd. Nadat het bedrijf in 2016 werd overgenomen door de Banijay Group werd er opnieuw een ondertitel aan toegevoegd, Part of the Banijay Group. In 2020 nam de Banijay Group Endemol Shine over. Dit resulteerde in een fusie tussen Zodiak Nederland en Simpel Media. De twee gingen per 1 januari 2021 verder als SimpelZodiak Nederland wat onder Banijay Benelux valt, waartoe ook onder andere Topkapi Films en Southfields behoren.
De dagelijkse leiding is anno december 2024 in handen van managing director Justine Huffmeijer.
SimpelZodiak Nederland produceert diverse bekende televisieprogramma's. Enkele bekende (voormalige) titels zijn hieronder weergegeven:
- Fort Boyard voor AVRO
- Wegmisbruikers! voor SBS6 en Veronica
- Je zal het maar hebben voor BNN
- Fataal voor EO
- The Dateables voor BNNVARA
- Recht in de regio voor NCRV
- Red mijn vakantie! voor SBS6
- Zon, Zuipen, Ziekenhuis voor RTL 5
- TLC Over voor TLC
- Jouw Vrouw, Mijn Vrouw VIPS voor RTL 4
- Dit is mijn lijf voor RTL 4
- De wereld rond in 80 dates voor Net5
- Trinny & Susannah: Missie Holland voor RTL 4
- Love me gender voor de EO
- Peter Jan & Virginia: Doen ze 't of doen ze 't niet? voor RTL 5
- The Homeless Experience voor de EO
- Hunted voor AVROTROS
- Het Geheime Leven van 4-jarigen voor de EO
- Operatie Live voor Omroep MAX
- Mijn Tent is Top voor RTL 5 en RTL 4
- Eerste Hulp Bij Ongevallen voor Omroep MAX
- De Groeichallenge voor RTL Z
- Het Beste Brein van Nederland voor AVROTROS
- De Haven van Rotterdam voor Discovery Channel
- Over de oceaan voor RTL 4
- Save My Holiday voor BBC, Engeland
- Stressvakantie voor VTM, Vlaanderen
- Katkolle voor Yle, Finland
- Viimeiset sanani voor Yle, Finland
- Endlich Frei voor RTL 2, Duitsland
- Nachfolger Gesucht voor BR, Duitsland
- Soy Adicto voor Cuatro, Spanje